# Aloe isaloensis
L'aloe dell'Isalo (Aloe isaloensis H.Perrier, 1928) è una pianta appartenente alla famiglia delle Asphodelaceae, endemica del Madagascar.

## Descrizione
È una pianta erbacea con fusti alti 12–15 cm e foglie carnose lanceolate, lunghe 14–18 cm e larghe 1,2-1,4 cm.

## Distribuzione e habitat
La specie è endemica della valle dell'Isalo, nel Madagascar centro-meridionale (provincia di Fianarantsoa).

## Conservazione
È inserita nella Appendice II della Convention on International Trade of Endangered Species (CITES)